# C'est la vie (canção de Claude)
"C'est la vie" é uma canção do cantor e compositor neerlandês de origem congolesa Claude. Descrita como uma homenagem aos seus pais, a canção foi lançada a 27 de fevereiro de 2025 através da Cloud 9. Foi escrita por Claude, juntamente com Arno Krabman, Joren van der Voort e Léon Paul Palmen. A canção representou os Países Baixos no Festival Eurovisão da Canção de 2025. Alcançou o número dois nas Paradas de Singles dos Países Baixos.

## Composição
A canção foi escrita e composta por Claude, Arno Krabman, Joren van der Voort e Léon Paul Palmen, sendo que os dois últimos produziram a canção. Claude descreveu a canção como uma homenagem a um dos seus pais, nomeadamente à mãe. Ele explicou: «Desde a minha infância até à juventude, ela ensinou-me a encontrar o lado positivo nas experiências da vida, mesmo nos momentos de dificuldade.» Refletindo sobre a mensagem da canção, ele acrescentou: «Mesmo quando as coisas parecem sombrias, é importante focar no lado mais brilhante. Esta é a mensagem que quero transmitir — a vida nem sempre é fácil; tem os seus altos, baixos e reviravoltas, mas C’est la vie!»

## Festival Eurovisão da Canção 2025

### Seleção interna
A emissora dos Países Baixos para o Festival Eurovisão da Canção, AVROTROS, anunciou a sua intenção de participar na Eurovisão de 2025 a 23 de outubro de 2024, confirmando uma seleção interna depois de o representante neerlandês de 2024, Joost Klein, ter recusado a oferta para representar os Países Baixos pela segunda vez consecutiva.
A AVROTROS anunciou a 19 de dezembro de 2024 que selecionou Claude para representar os Países Baixos no concurso de 2025. A seleção de Claude como representante neerlandês foi realizada por um comité composto pelas cantoras Jacqueline Govaert e Jaap Reesema, pelas locutoras de rádio Carolien Borgers, Hila Noorzai e Sander Lantinga, e pelo apresentador de televisão e autor Cornald Maas, após uma última ronda de audições com uma lista restrita de seis artistas, incluindo as cantoras Judith van Hirtum e Paul Morris, que teve lugar a 9 de dezembro de 2024.